# Saint-Germain-sur-Moine
Saint-Germain-sur-Moine és un municipi francès situat al departament de Maine i Loira i a la regió de País del Loira. L'any 2007 tenia 2.730 habitants.

## Demografia

### Població
El 2007 la població de fet de Saint-Germain-sur-Moine era de 2.730 persones. Hi havia 985 famílies de les quals 203 eren unipersonals (108 homes vivint sols i 95 dones vivint soles), 315 parelles sense fills, 418 parelles amb fills i 49 famílies monoparentals amb fills.
La població ha evolucionat segons el següent gràfic:
Habitants censats

### Habitatges
El 2007 hi havia 1.054 habitatges, 1.008 eren l'habitatge principal de la família, 7 eren segones residències i 39 estaven desocupats. 1.024 eren cases i 25 eren apartaments. Dels 1.008 habitatges principals, 831 estaven ocupats pels seus propietaris, 171 estaven llogats i ocupats pels llogaters i 5 estaven cedits a títol gratuït; 3 tenien una cambra, 32 en tenien dues, 121 en tenien tres, 274 en tenien quatre i 578 en tenien cinc o més. 813 habitatges disposaven pel capbaix d'una plaça de pàrquing. A 403 habitatges hi havia un automòbil i a 531 n'hi havia dos o més.

### Piràmide de població
La piràmide de població per edats i sexe el 2009 era:
| Homes | Edats   | Dones |
| ----- | ------- | ----- |
| 0     | 95 o +  | 8     |
| 4     | 90 a 94 | 20    |
| 20    | 85 a 89 | 36    |
| 4     | 80 a 84 | 24    |
| 36    | 75 a 79 | 48    |
| 56    | 70 a 74 | 64    |
| 40    | 65 a 69 | 28    |
| 64    | 60 a 64 | 48    |
| 36    | 55 a 59 | 64    |
| 124   | 50 a 54 | 92    |
| 108   | 45 a 49 | 88    |
| 92    | 40 a 44 | 76    |
| 80    | 35 a 39 | 76    |
| 88    | 30 a 34 | 72    |
| 96    | 25 a 29 | 72    |
| 88    | 20 a 24 | 72    |
| 128   | 15 a 19 | 100   |
| 100   | 10 a 14 | 80    |
| 88    | 5 a 9   | 68    |
| 56    | 0 a 4   | 36    |

## Economia
El 2007 la població en edat de treballar era de 1.749 persones, 1.356 eren actives i 393 eren inactives. De les 1.356 persones actives 1.244 estaven ocupades (697 homes i 547 dones) i 112 estaven aturades (34 homes i 78 dones). De les 393 persones inactives 157 estaven jubilades, 110 estaven estudiant i 126 estaven classificades com a «altres inactius».

### Ingressos
El 2009 a Saint-Germain-sur-Moine hi havia 1.033 unitats fiscals que integraven 2.805,5 persones, la mediana anual d'ingressos fiscals per persona era de 16.325 €.

### Activitats econòmiques
Dels 121 establiments que hi havia el 2007, 4 eren d'empreses alimentàries, 1 d'una empresa de fabricació de material elèctric, 1 d'una empresa de fabricació d'elements pel transport, 12 d'empreses de fabricació d'altres productes industrials, 24 d'empreses de construcció, 17 d'empreses de comerç i reparació d'automòbils, 6 d'empreses de transport, 3 d'empreses d'hostatgeria i restauració, 1 d'una empresa d'informació i comunicació, 4 d'empreses financeres, 3 d'empreses immobiliàries, 18 d'empreses de serveis, 20 d'entitats de l'administració pública i 7 d'empreses classificades com a «altres activitats de serveis».
Dels 31 establiments de servei als particulars que hi havia el 2009, 1 era una oficina de correu, 1 una oficina bancària, 2 tallers de reparació d'automòbils i de material agrícola, 2 paletes, 4 guixaires pintors, 5 fusteries, 5 lampisteries, 2 empreses de construcció, 3 perruqueries, 3 veterinaris, 2 restaurants i 1 saló de bellesa.
Dels 5 establiments comercials que hi havia el 2009, 1 era una botiga de més de 120 m², 1 una fleca, 1 una carnisseria, 1 una botiga de material esportiu i 1 una floristeria.
L'any 2000 a Saint-Germain-sur-Moine hi havia 58 explotacions agrícoles que ocupaven un total de 1.976 hectàrees.

## Equipaments sanitaris i escolars
El 2009 hi havia 1 farmàcia i 1 ambulància.
El 2009 hi havia 2 escoles elementals. Saint-Germain-sur-Moine disposava d'un col·legi d'educació secundària amb 152 alumnes.

## Poblacions més properes
El següent diagrama mostra les poblacions més properes.